# Most nad Prutem
Most nad Prutem – zbudowany w latach 1894-96 most kolejowy nad rzeką Prut w Jaremczu, na linii łączącej Galicję Wschodnią z Węgrami. Był to most kamienny o największej w ówczesnej Europie rozpiętości łuku (65 m). Jego całkowita długość wynosiła 205 m, a wysokość 32 m. Zaprojektowany został przez inżyniera Stanisława Rawicza Kosińskiego. Wzorowano na nim kilka mostów na liniach alpejskich. Został zniszczony przez wycofujące się wojska rosyjskie w czasie I wojny światowej w lipcu 1917 roku.
W latach 1925–1927 Polskie Towarzystwo budowlane w Warszawie odbudowało most według projektu Dyrekcji Kolejowej w Stanisławowie. Koszt odbudowy wyniósł 515 tysięcy złotych. Oryginalny projekt Kosińskiego został zmodyfikowany, zmiany dotyczyły zwiększenia liczby łuków pachwinowych przy każdym filarze z 4 do 5. Most został ponownie zburzony podczas II wojny światowej i nie został już odbudowany.

## Galeria

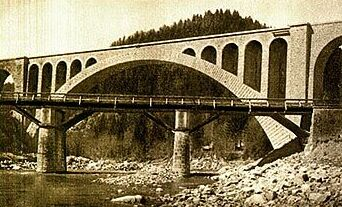
Most w latach 20. XX wieku
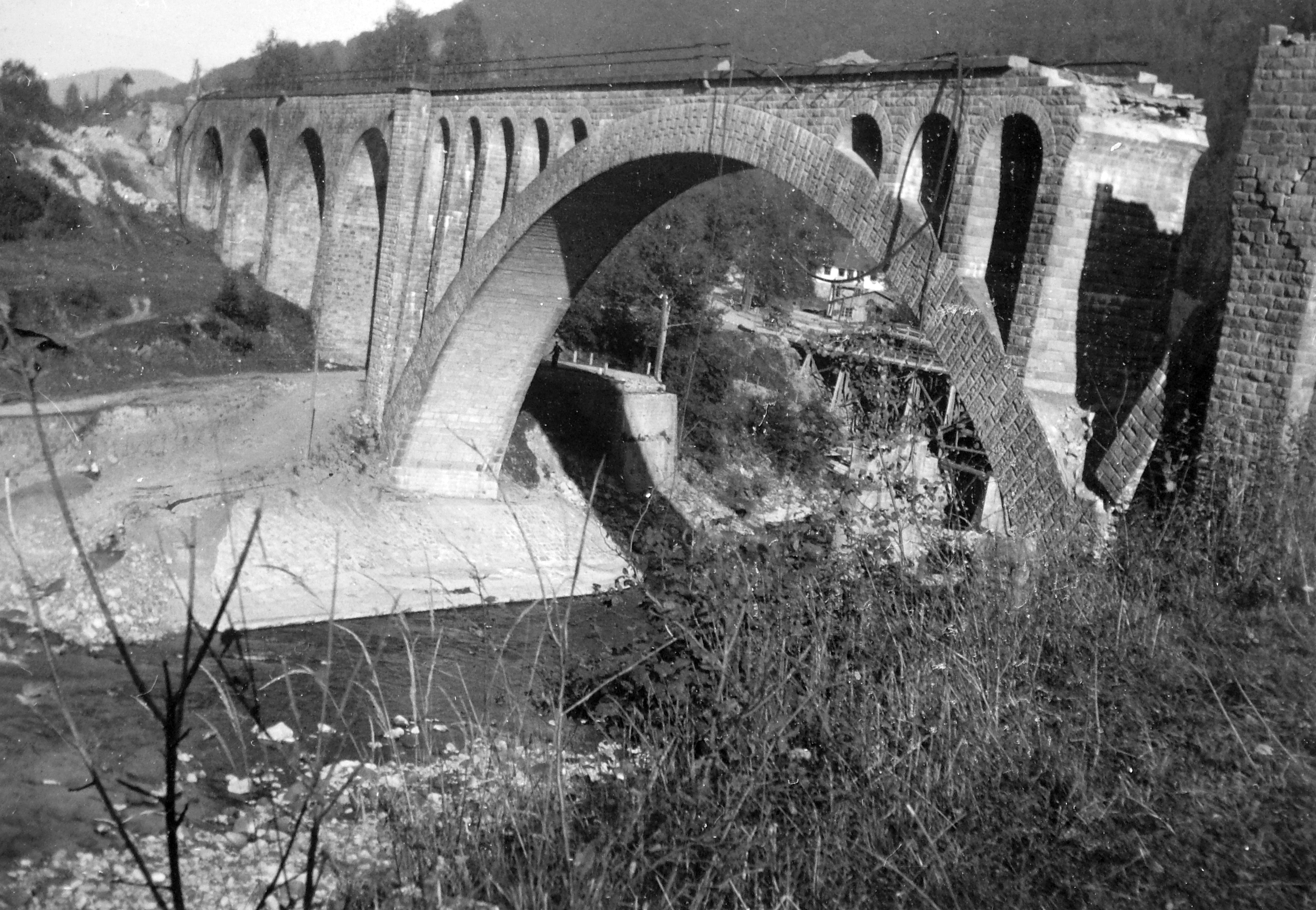
Most w 1942 roku
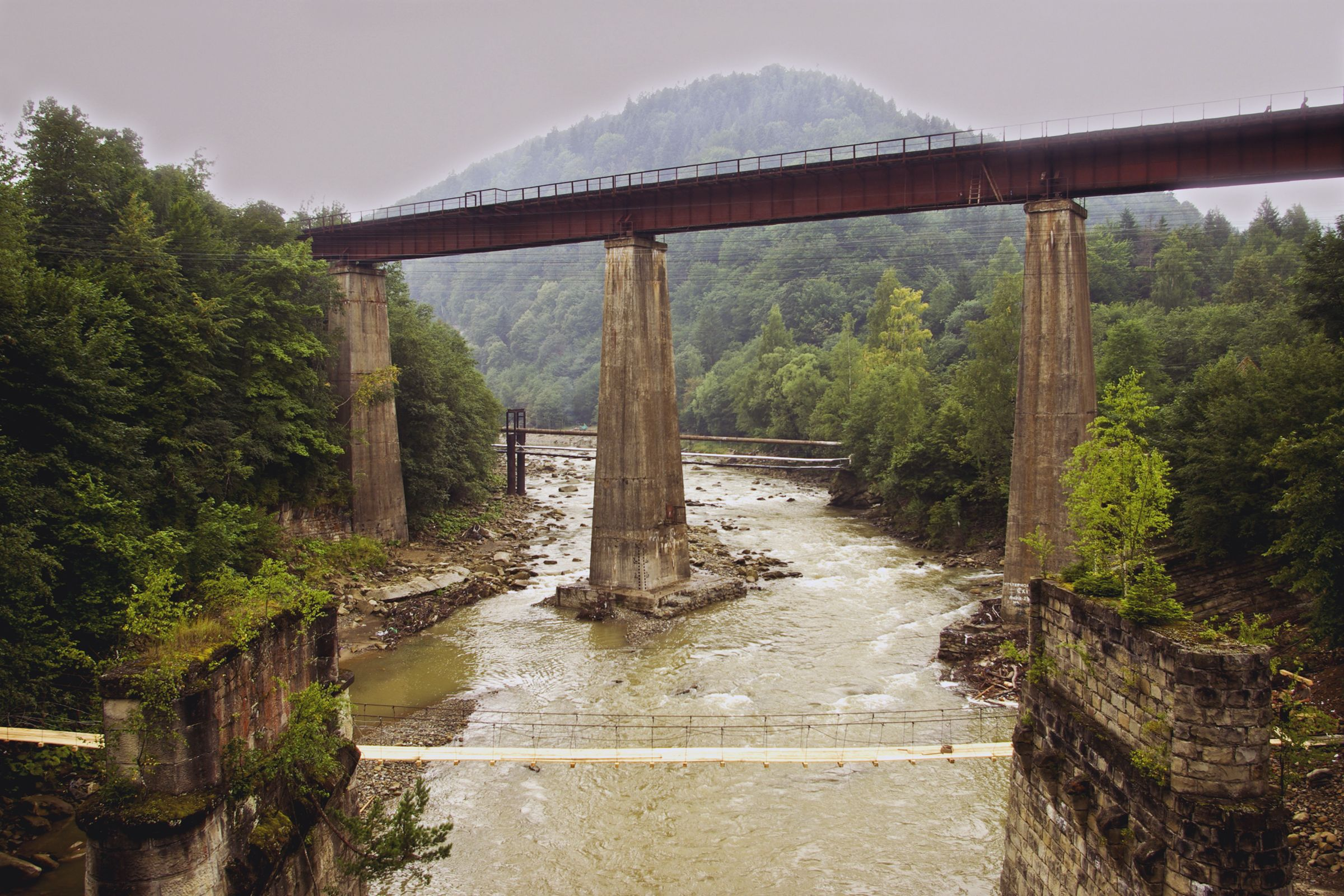
Nowy most i pozostałości starego w 2009 roku